# 颞骨
颞骨（英語：temporal bone），构成人体颅骨的29块骨骼之一。共两块。左右各一。位于颅骨两侧。

## 解剖構造
莖突：styloid process
乳突：mastoid process
顴突：zygomatic process
鼓膜部：tympanic part
關節結節：articular tubercle
下頜窩：mandibular fossa
外耳道：external acoustic meatus
鱗狀部：squamous part
岩部：Petrous part

## 圖片

顳骨的位置(顯示為綠色)。動畫。
顳骨的形狀(左)。
顱骨。
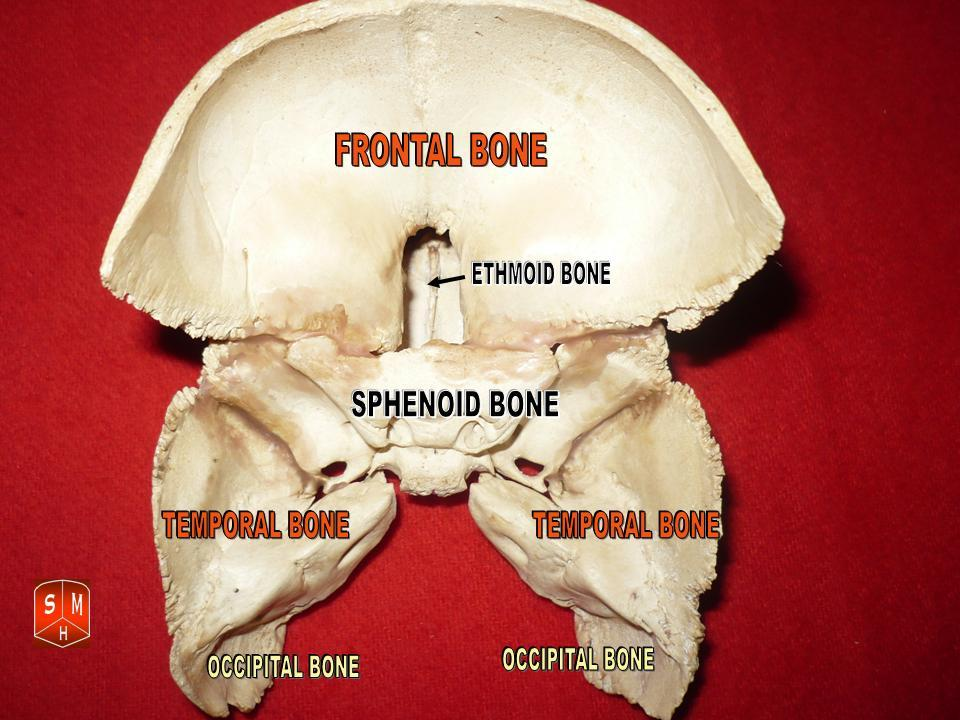
蝶骨和顳骨。

## 外部連結
- 解剖學(Anatomy)- temporal bone(顳骨) （页面存档备份，存于）